# Every Best Single 2
『Every Best Single 2』（エヴリ・ベスト・シングル ツー）は、日本の音楽グループEvery Little Thingが2003年9月10日に発売した2枚目のベスト・アルバムである。

## 解説
- 前作『Many Pieces』から8ヶ月ぶり、ベスト・アルバムとしては前作『Every Best Single +3』以来、4年8ヶ月となる。
- 2000年から2003年までに発表されたシングル曲がリリース順に収録されているが、両A面シングルは1曲目のみ、4曲A面の22ndシングル「UNTITLED 4 ballads」からは1曲目と4曲目が収録されているため、両A面の2曲目に当たる13thシングル「Get Into A Groove」、15thシングル「Smile Again」、17thシングル「JIRENMA」、22ndシングル「UNTITLED 4 ballads」の2曲目「愛の謳」と3曲目「ルーム」は収録されていない。
- 更に4thシングル「For the moment」、5thシングル「出逢った頃のように」がアコースティックにアレンジ、新録音されて収録。
- 本アルバムからジャケットが異なるCD+DVD盤とCD盤の2形態で発売され、CD+DVD盤には特典として「ファンダメンタル・ラブ」のミュージック・ビデオと、本CD収録の「For the moment」と「出逢った頃のように」のアコースティックバージョンのレコーディング風景、同年リリースのライブ映像『every little thing :2003 tour MANY PIECES』のライブとドキュメントのダイジェストを収録したDVDが同梱された。

## 収録曲
1. Pray
作詞・作曲・編曲：五十嵐充
13thシングルの1曲目
DyDo「Ti-Ha」CFソング
日本メナード化粧品「名古屋ウィメンズマラソン2017」企業CM[1]
2. sure
作詞：持田香織 / 作曲・編曲：Every Little Thing
14thシングル
日本テレビ系ドラマ『バーチャルガール』主題歌
3. Rescue me
作詞・作曲・編曲：五十嵐充
15thシングルの1曲目
日本ゲートウェイノートパソコン「Gateway Solo」CMソング
4. 愛のカケラ
作詞：持田香織 / 作曲：多胡邦夫 / 編曲：桑島幻矢、伊藤一朗
16thシングル
資生堂「マシェリ」CMソング[2]
公式サイト及び主要音楽配信サイトには「愛のカケラ 〜Steppin' Hard Enough Mix〜」と表記されているが誤植であり、実際にはシングルバージョンの音源で収録されている。
5. fragile
作詞：持田香織  作曲：菊池一仁  編曲：桑島幻矢、菊池一仁、伊藤一朗
17thシングルの1曲目
フジテレビ系列『あいのり』主題歌（2000年10月 - 2001年9月）
6. Graceful World
作詞：持田香織  作曲：大谷靖夫  編曲：桑島幻矢、大谷靖夫、伊藤一朗
18thシングル
TBS系列ドラマ『ビッグウイング』主題歌
7. jump
作詞・作曲：持田香織 / 編曲：村田昭
19thシングル
カネボウ「プロスタイル」TV-CFイメージソング
8. キヲク
作詞：持田香織  作曲：菊池一仁  編曲：村田昭 & Every Little Thing
20thシングル
TBS系 カネボウ木曜劇場『しあわせのシッポ』主題歌。
9. ささやかな祈り
作詞：持田香織  作曲：多胡邦夫  編曲：expo & Every Little Thing
21stシングル
テレビ朝日系列『やじうまプラス』テーマソング
10. UNSPEAKABLE
作詞：持田香織  作曲：菊池一仁  編曲：大谷靖夫、中尾昌文、伊藤一朗
22ndシングル『UNTITLED 4 ballads』収録曲
キヤノン「ピクサス」CMソング
TBS系『恋愛Master 7メモリーズ』テーマソング
11. nostalgia
作詞：持田香織 / 作曲：菊池一仁 / 編曲：tasuku、伊藤一朗
22ndシングル『UNTITLED 4 ballads』収録曲
フジテレビ系ドラマ『お義母さんといっしょ』主題歌
12. Grip!
作詞：持田香織 / 作曲：原一博 / 編曲：HΛL
23rdシングル
読売テレビ・日本テレビ系列アニメ『犬夜叉』オープニングテーマ。
13. ファンダメンタル・ラブ
作詞：持田香織 / 作曲：多胡邦夫 / 編曲：tasuku & 伊藤一朗
24thシングル
アルバム初収録であり、本作の先行シングル。
森永乳業「ラクトフェリンヨーグルト」TV-CFソング。（飯島直子出演）
14. For the moment (アコースティックバージョン)
作詞・作曲：五十嵐充 / 編曲：伊藤一朗
4thシングルのアコースティックアレンジ・ボーカル新録音
15. 出逢った頃のように (アコースティックバージョン)
作詞・作曲：五十嵐充 / 編曲：伊藤一朗
5thシングルのアコースティックアレンジ・ボーカル新録音

## 参加ミュージシャン
Every Little Thing
- 持田香織：Vocal
- 伊藤一朗：Guitar
- 五十嵐充：keyboard (#1 - #3)